# Nhiễm sắc thể số 2

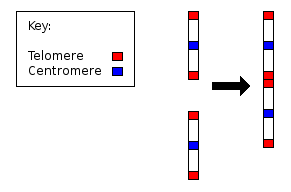
Sự kết hợp của các nhiễm sắc thể của tổ tiên để lại những tàn tích đặc biệt của các telomere, và một tâm động tiền đình

Nhiễm sắc thể số 2 là một trong hai mươi ba cặp nhiễm sắc thể ở người. Mọi người bình thường có hai bản sao của nhiễm sắc thể này. Nhiễm sắc thể 2 là nhiễm sắc thể lớn thứ hai của con người, trải dài hơn 242 triệu cặp base  và chiếm gần tám phần trăm tổng số DNA trong tế bào người.
Nhiễm sắc thể 2 chứa cụm gen homeobox HOXD.

## Sự phát triển
Con người chỉ có 23 cặp nhiễm sắc thể, trong khi tất cả các thành viên còn lại khác của Hominidae có 24 cặp. (Người ta tin rằng người Neanderthal và người Denisovan có hai mươi ba cặp NST.)  Nhiễm sắc thể số 2 ở người là kết quả của sự hợp nhất từ đầu đến cuối của hai nhiễm sắc thể của tổ tiên.

## Gen trong NST số 2

### Số lượng gen
Bảng dưới đây thể hiện số lượng ước tính gen trong NST số 2. Các nhà khoa học đã sử dụng phương pháp nghiên cứu khác nhau để cho ra kết quả. Trong đó có phương pháp CCDS ( dự án hợp tác đánh dấu gen ) có vai trò rất quan trọng. 
| Các phưong pháp | Gen mã hoá protein | Gen ARN không mã hoá | Gen giả     |
| --------------- | ------------------ | -------------------- | ----------- |
| CCDS            | 1194               | ko xác định          | ko xác định |
| HGNC            | 1196               | 450                  | 931         |
| Ensembl         | 1292               | 1598                 | 1029        |
| UniProt         | 1274               | ko xác định          | 1027        |
| NCBI            | 1281               | 1446                 | ko xác định |